# Deus Ex: Mankind Divided
Deus Ex: Mankind Divided är ett actionrollspel med cyberpunk-tema utvecklat av Eidos Montréal och utgivet av Square Enix som en uppföljare till Deus Ex: Human Revolution från 2011. Mankind Divided utspelar sig två år efter Human Revolution, där spelaren antar rollen som Adam Jensen med ny teknik och kroppsförstärkningar. Det spelas ur ett förstapersonsperspektiv med ett betäckningssystem i tredjepersonsperspektiv.